# Перпетюитет
Перпетюитет (вечен; от perpetuity — вечност) е безсрочен вид анюитетен заем. Безкрайна последователност от равни плащания, осъществявани през равни интервали от време.
Примери за перпетюитети са изплащания на:
1. дивиденти по привилегировани акции с фиксирана ставка на дивидента и неопределен срок на tranche.
2. купони по облигации без погасяване (или с много голям срок за погасяване) – това е облигация, която носи купоново плащане вечно, като изплащането на номинала е отсрочено за неопределено бъдеще.

Най-известният пример за перпетюитет е може би е консолата – ценна книга, емитирана от британското правителство в началото на 19 век, за да се консолидира дългът, произтичащ от Наполеоновите войни.